# WD 0806-661
WD 0806-661（L 97-3, GJ 3483）是一个相距很远的双星系统，主星（A星）是一颗白矮星，而伴星（B星）是一颗Y-型棕矮星，后者于2011年被发现。这个双星系统位于飞鱼座中，距离地球大约63光年。

## 发现
这个系统中的伴星由斯皮策空间望远镜于2011年发现。它的发现论文是美国宾夕法尼亚大学天文学与天体物理学教授凯文·卢赫曼等人2011年发表的。

## 伴星
WD 0806-661 B是已发现的温度最低的恒星，表面温度仅有27 - 80 °C，与地球上的夏天较为接近。它的质量仅有木星质量的6倍。由于温度较低，它的光球层可能允许云的存在，温度也允许存在液态水。 WD 0806-661 B是一颗褐矮星，它与其他恒星同样由尘埃和气体所构成。但是由于形成初期没有从尘云中获取足够的物质，因此无法出现一般恒星的核聚变反应。这颗恒星的发现，有助于对太阳系外行星大气层的研究。 这对于广域红外线巡天探测卫星和詹姆斯·韦伯太空望远镜对类似天体的研究有着重要的促进作用。